# Земля і воля (газета, 1925)
«Земля і воля» — друкований орган Комуністичної партії Західної України (КПЗУ). Нелегальна газета, що виходила у Львові в 1925—1929 роках.
«Земля і воля» виходила у Львові з 1925 року. Її вирішили друкувати, щоб замінити органи УСДП «Вперед» і «Земля і Воля». Українську соціал-демократичну партію та її видання було заборонено в Польщі 1924 року. Основна тематика нової газети — вісті з Радянського Союзу.
Нелегальний статус спричинив те, що автори підписувалися псевдонімами (Сумний, Здолбуновець, Поліщук, Надлужанин, Цікавий), деякі статті були без підписів. Газета мала виходити двічі на місяць, але фактично виходила нерегулярно. Друкарня та адреса редакції невідомі.
Видання розповідало про партійну діяльність КПЗУ, наприклад, виключення групи Василькова—Турянського з комінтерну та партії. Окрім внутрішньої партійної політики, газета драпувала фейлетони на адресу основного політичного опонента — УНДО, критикувала владу Пілсудського та інших представників «фашистських режимів».
Останнє число часопису датоване 30 грудня 1929 року.